# Boghandlerforeningen
Boghandlerforeningen (engelsk: The Danish Booksellers Association) er en dansk brancheforening for boghandlere.
Foreningen har 220 medlemmer og blev stiftet i 1837 af ni boghandlere: H.J. Bing, Jacob Deichmann, A.F. Høst, H.C. Klein, B.S. Langhoff, P.G. Philipsen, C.A. Reitzel, A.Th. Speer og Christian Steen.
Mange af medlemmerne er i dag organiseret i kæder som Kon-tur, BOGhandleren, samt Bog & idé.

## Formænd
Denne liste er ufuldstændig; hjælp gerne med at udfylde den.
- 1837-1837 Jacob Deichmann (½ år)
- 1837-1837 C.A. Reitzel (½ år)
- 1838-1838 B.S. Langhoff (½ år)
- 1838-1839 Christian Steen (1½ år)
- 1840-1841 C.A. Reitzel
- 1842-1843 B.S. Langhoff
- 1845-1845 Christian Steen
- 1846-1846 B.S. Langhoff
- 1847-1848 Christian Steen
- 1849-1849 B.S. Langhoff
- 1850-1851 Frederik V. Hegel
- 1852-1852 Christian Steen
- 1853-1854 O.H. Delbanco
- 1855-1867 A.F. Høst
- 1868-1869 Theodor Reitzel
- 1870-1887 A.F. Høst
- 1888-1896 Theodor Reitzel
- 1897-1902 G.E.C. Gad
- 1903-1910 Vilhelm Tryde
- 1910-1918 Johan Frimodt
- 1918-1929 Frederik Gad
- 1929-1940 Halfdan Jespersen